# Tyska torget
Tyska torget är ett torg i centrala Norrköping. Den ligger där Drottninggatan korsar Nya Rådstugugatan och Fleminggatan.
Runt torget ligger Hedvigs kyrka, Rådhuset från 1910 (arkitekt: Isak Gustaf Clason), tidigare Norrköpings enskilda banks bankpalats (arkitekt: Gustaf Wickman) samt Grand Hotel från 1906, ritat av Werner Northun, inspirerat av Nordiska Kreditbankens Rosenbad i Stockholm.
En norrköpingsbo menade en gång att det fanns fyra tempel kring torget: Herrens tempel (kyrkan), Justitias tempel (rådhuset), Mammons tempel (bankpalatset) och Bacchi tempel (hotellet) .
Namnet kommer från att Hedvigs kyrka även brukar kallas Tyska kyrkan. När kyrkan byggdes i slutet av 1600-talet, var den avsedd för Norrköpings stora tysktalande befolkning.
Tidigare ska en kungsgård legat på platsen, Norrköpingsgård. På 1580-talet lät Johan III uppföra en slottsbyggnad på platsen, Norrköpingshus, som dock brann redan 1604.
Under sena delen av 1700-talet döptes torget också om till Riddarhustorget för att korrespondera med det torg som befann sig i Stockholm med samma namn. Anledningen var för att man under en period bytte riksdagsrådsplats från Stockholm till Norrköping under 1700-talet.

## Bildgalleri

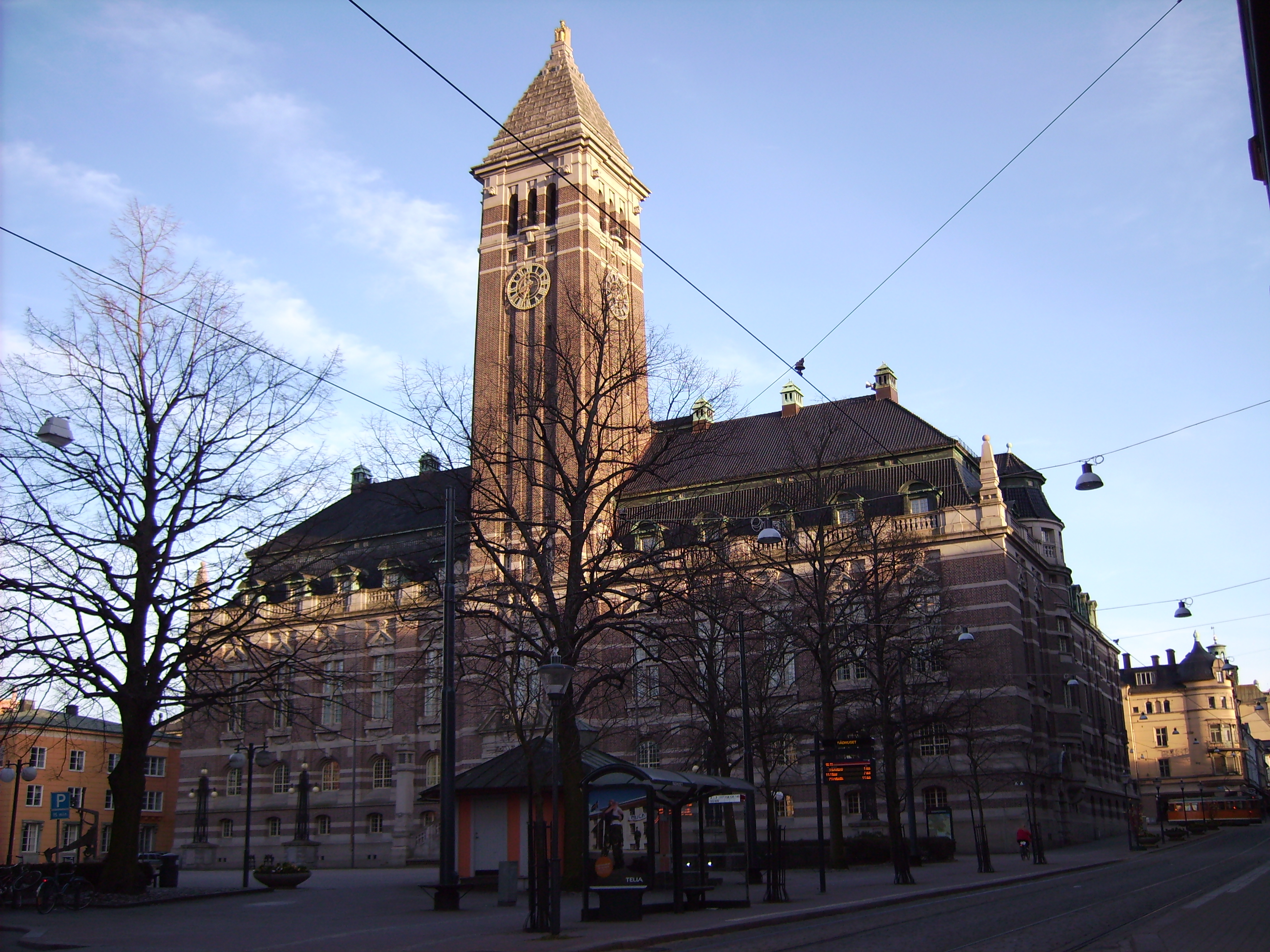
Norrköpings rådhus
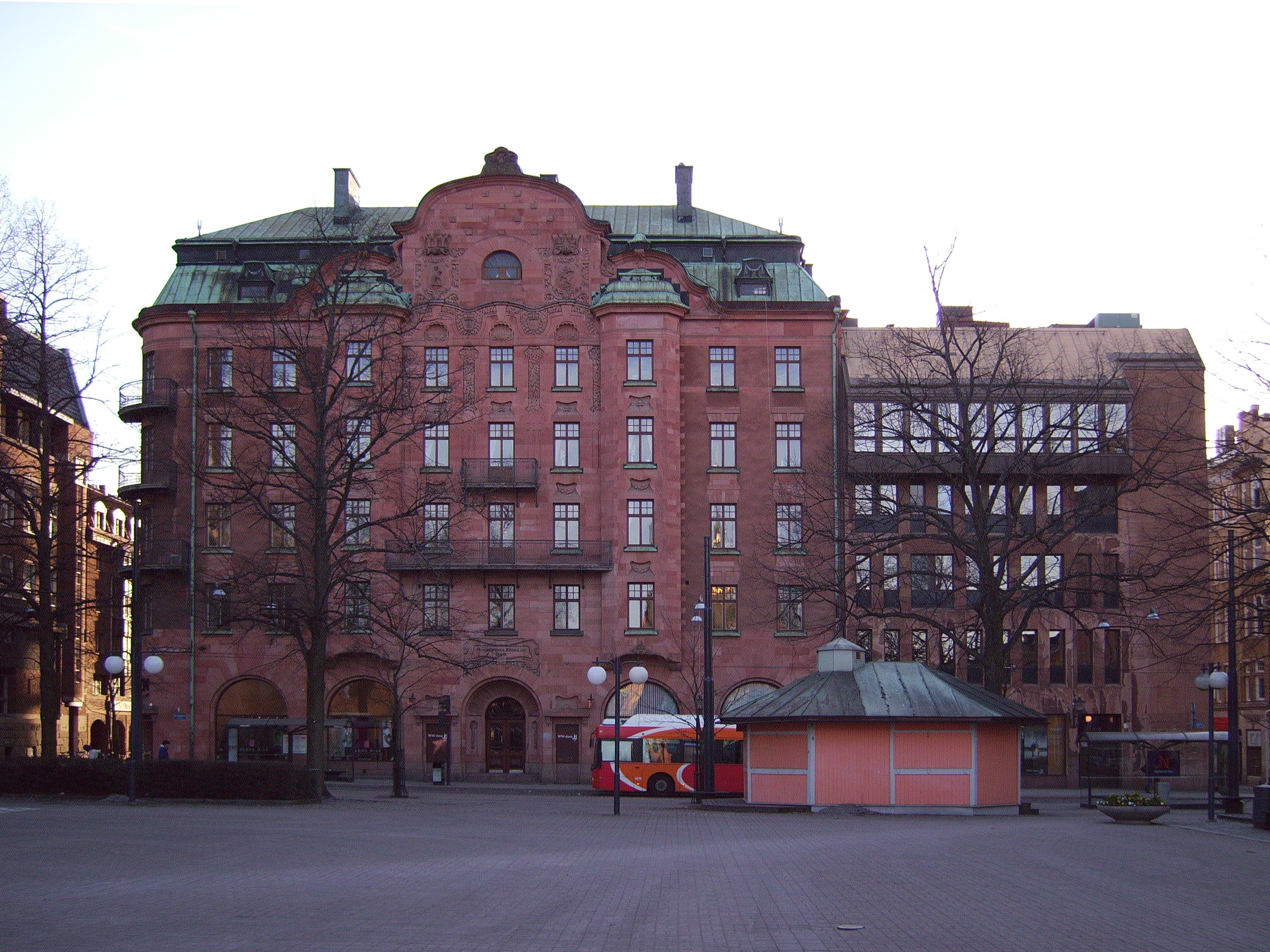
Tidigare Norrköpings enskilda banks bankpalats
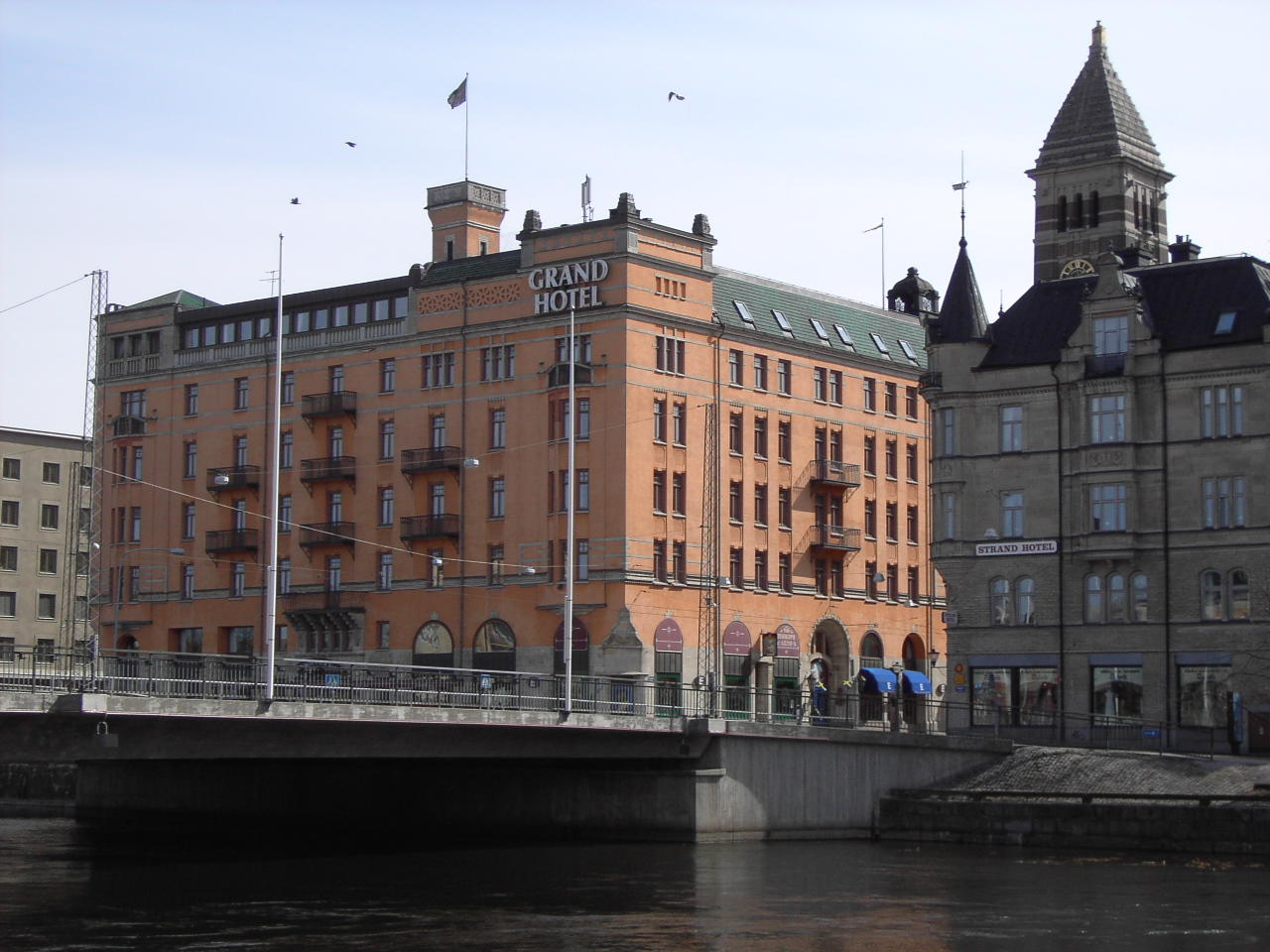
Grand Hotel, Lawskihuset och Saltängsbron
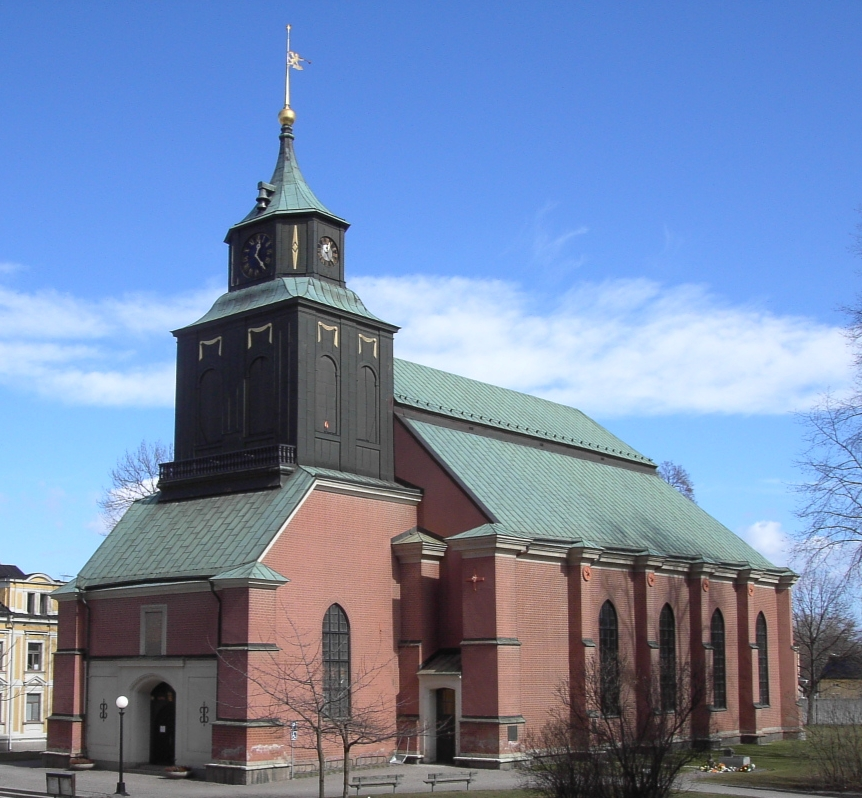
Hedvigs kyrka
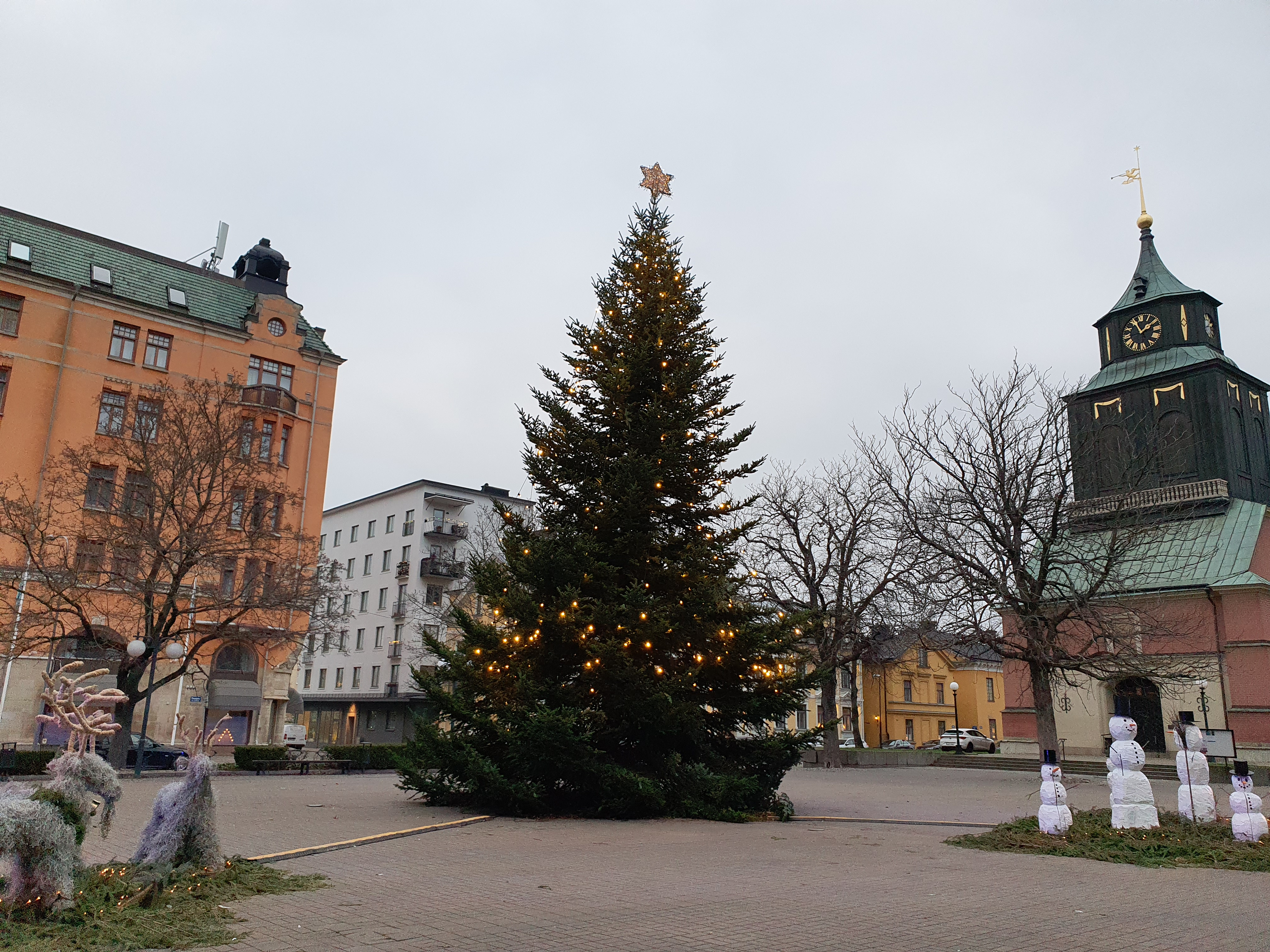
Julgran i Tyska torget, 2020.